# Martinska Ves (żupania zagrzebska)
Martinska Ves – wieś w Chorwacji, w żupanii zagrzebskiej, w mieście Vrbovec. W 2011 roku liczyła 506 mieszkańców.